# 阿柳埃瓦
阿柳埃瓦，是西班牙阿拉贡自治区特鲁埃尔省的一个市镇。总面积19平方公里，总人口29人（2018年），人口密度1人/平方公里。